# Le Lamentin
Le Lamentin là đô thị lớn thứ nhì ở tỉnh Martinique nước Pháp. Xã này có diện tích 62,32 km2. Dân số theo điều tra năm 2007 của INSEE là 40.015 người.
Xã này nằm ở giữa đảo Martinique, và thuộc vùng đô thị Fort-de-France, vùng đô thị lớn nhất Martinique. 
Le Lamentin có sân bay quốc tế Martinique Aimé Césaire, khai trương năm 1950 và đặt tên theo tác gia, nhà chính trị Aimé Césaire năm 2007.